# Al-Jalabiyah (nahija)
Nahija Al-Jalabiyah (ar. ناحية الجلبية) je nahija u okrugu Ayn al-Arab, u sirijskoj pokrajini Alep. Nahija je oformljena 2009., izdvajanjem iz nahije Sarrin. Administrativno sjedište je u naselju Al-Jalabiyah.